# Joker: Folie à deux
Joker: Folie à deux – amerykański muzyczny dramat psychologiczny. Za reżyserię odpowiada Todd Phillips, który napisał scenariusz wraz ze Scottem Silverem. Film oparty na komiksach DC o Batmanie jest kontynuacją Jokera z 2019 roku. W tytułowej roli powrócił Joaquin Phoenix, a obok niego główne role grają Lady Gaga, Brendan Gleeson oraz Zazie Beetz.
Zdjęcia do Joker: Folie à deux rozpoczęły się w grudniu 2022 roku. Amerykańska premiera miała miejsce 4 października 2024 roku.

## Fabuła
Arthur Fleck zostaje osadzony w zamkniętym zakładzie Arkham Asylum dla chorych psychicznie przestępców. Oczekuje na proces, który zadecyduje czy podczas popełniania zbrodni jako Joker był poczytalny. Podczas pobytu w ośrodku poznaje Harleen Quinzel, zafascynowaną nim młodą pacjentkę.

## Obsada
- Joaquin Phoenix jako Arthur Fleck / Joker, emocjonalnie zaburzony, nieudolny komik, który staje się groźnym przestępcą[1].
- Lady Gaga jako Harleen Quinzel / Harley Quinn: pacjentka Arkham Asylum, która zakochuje się w Arthurze[2].
- Zazie Beetz jako Sophie Dumond, sąsiadka i dawny obiekt uczuć Arthura[1].
- Brendan Gleeson jako Jackie, sadystyczny strażnik z Arkham Asylum.
- Catherine Keener jako Maryanne Stewart, adwokatka Arthura.
- Steve Coogan jako Paddy Meyers, dziennikarz telewizyjny przeprowadzający wywiad z Arthurem.
- Harry Lawtey jako Harvey Dent, prokurator oskarżający Arthura.
- Leigh Gill jaki Gary Puddles, były kolega Arthura z pracy.
- Ken Leung jako doktor VIctor Liu, psycholog zeznający przeciwko Arthurowi w sądzie.
- Jacob Lofland jako Ricky Meline, osadzony z Arkham Asylum, który podziwia Arthura.
- Bill Smitrovich jako Herman Rothwax, sędzia prowadzący sprawę Arthura.
- Sharon Washington jako Debra Kane, pracownica opieki społecznej, która prowadziła terapię Arthura.
- Connor Storrie jako młody osadzony z Arkham.

## Produkcja

### Rozwój projektu
Joker z 2019 roku miał być samodzielnym filmem bez sequeli, ale Warner Bros. zamierzało rozpocząć DC Black – linię bardziej mrocznych filmów opartych na DC Comics niezwiązanych z franczyzą DC Extended Universe. W sierpniu 2019 roku Todd Phillips powiedział, że byłby zainteresowany nakręceniem sequela, w zależności od wyników filmu i chęci Joaquina Phoenixa, jednak później wyjaśnił, że „nie ma planów, aby film, miał mieć sequel. Zawsze był plan, że będzie samodzielnym filmem”.
W listopadzie 2019 roku „The Hollywood Reporter” ogłosił, że kontynuacja jest w fazie rozwoju, a Phillips, Silver i Phoenix powrócą do swoich ról. Tego samego dnia „Deadline Hollywood” poinformował, że historia informacja podana przez The Hollywood Reporter była fałszywa i że negocjacje nawet jeszcze się nie rozpoczęły. Phillips, odpowiadając na doniesienia, przyznał, że omawiał z Warner Bros. kwestię sequela. Potwierdził również, że Batman (2022) nie będzie osadzony w tym samym kontinuum co Joker. Podczas wywiadu z „Variety” na Palm Springs International Film Festival, Phillips wyraził zainteresowanie nakręceniem spin-offa skupiającego się na Batmanie.
W czerwcu 2022 roku Phillips oficjalnie ogłosił, że druga część Jokera jest w fazie rozwoju i że wraz z Silverem napisze scenariusz. Zdradzono również, że film będzie nosił tytuł Joker: Folie à Deux. Tego samego miesiąca ujawniono, że Lady Gaga prowadzi rozmowy, aby zagrać Harley Quinn oraz że film będzie musicalem. Niedługo potem Gaga potwierdziła, że wystąpi w filmie. W sierpniu poinformowano, że Zazie Beetz jest w trakcie negocjacji, aby powrócić do roli Sophie Dumond. We wrześniu potwierdzono jej angaż, a także Brendana Gleesona, Catherine Keener i Jacoba Loflanda. W październiku ujawniono, że w filmie wystąpi także Harry Lawtey, a jego rola ma być „duża”. W lutym 2023 roku szef DC Studios James Gunn oficjalnie potwierdził, że film będzie należał do DC Elseworlds i rozgrywał się poza głównym uniwersum DC Universe.

### Zdjęcia
Zdjęcia główne rozpoczęły się 10 grudnia 2022 roku. Do marca 2023 roku kręcono w Los Angeles i Nowym Jorku. Sceny w Azylu Arkham są nagrywane w opuszczonym szpitalu w hrabstwie Essex.

### Muzyka
Ścieżkę dźwiękową skomponowała Hildur Guðnadóttir, która wcześniej pracowała przy pierwszej części.

## Wydanie
Film został po raz pierwszy wyświetlony na Festiwalu Filmowym w Wenecji 4 września 2024 roku. Amerykańska premiera Joker: Folie à deux miała miejsce 4 października. Tego samego dnia produkcja ukazała się w Polsce.

## Odbiór
Joker: Folie à deux spotkał się z negatywnym odbiorem zarówno ze strony krytyków, jak i widzów. Internetowy agregator Rotten Tomatoes uznał jedynie 32% recenzji dziennikarzy za przychylne, natomiast wśród opinii widzów wynik ten wyniósł 31%. 

### Wyniki finansowe
Film został uznany za porażkę finansową; przy budżecie szacowanym na 190-200 milionów dolarów, zarobił na całym świecie niecałe 193 miliony.